# بنگلالیون
بنگلالیون (انگلیسی: Banglalion) شرکت مخابرات بنگلادشی است، که در سال ۲۰۰۸ تأسیس شد.